# جان هاوارد نورثروب
جان هاوارد نورثروب (به انگلیسی: John Howard Northrop) (زاده ۵ ژوئیه ۱۸۹۱ - درگذشت ۲۷ مه ۱۹۸۷)، بیوشیمیست آمریکایی بود.

## زندگی‌نامه
نورثروب در پنجم ژوئیه ۱۸۹۱ در یانکرز نیویورک چشم به جهان گشود. وی در دانشگاه کلمبیا که یکی از بزرگ‌ترین مراکز آموزشی در رشته شیمی می‌باشد به تحصیل پرداخت. نورثروب مطالعات زیادی در زمینه فسفرها داشت که به دلیل تحقیقاتش در این زمینه به درجه دکترا نائل آمد. وی نخستین کسی است که آنزیم‌های یپسین و تریپسین را به صورت متبلور استخراج کرد.
در سال ۱۹۴۶ برای فرآوری آنزیم‌ها و پروتئین ویروس‌ها در شکل خالص آن‌ها به‌طور مشترک به همراه جیمز بچلر سامنر و وندل مردیت استنلی موفق به دریافت جایزه نوبل شیمی شد.
نورث روپ استاد باکتری‌شناسی و فیزیک پزشکی، بازنشسته در دانشگاه کالیفرنیا، برکلی، بود.